# Sonia Orbuch
Sonia Shainwald Orbuch, ursprungligen Sarah Shainwald, född 24 maj 1925 i Luboml i Polen (nuvarande Ukraina), död 30 september 2018 i Corte Madera i San Francisco Bay Area i Kalifornien, var en polsk-amerikansk partisan och folkbildare om Förintelsen. 
Sonia Orbuch var av judisk härkomst. Under andra världskriget var hon motståndskvinna i östra Polen. Hon gömde sig i de polska skogarna med sin familj och gick sedan med i den sovjetiska motståndsrörelsen där hon bytte namn till Sonia. Efter kriget återvände hon hem och träffade sin blivande make. De fick en dotter i ett flyktingläger i Tyskland och flyttade sedan till USA, där makarna fick en son. Hon ägnade en stor del av sitt liv med att föreläsa om sina upplevelser och erfarenheter under kriget. År 2009 publicerade hon sin självbiografi Here, There Are No Sarahs: A Woman's Courageous Fight Against the Nazis and Her Bittersweet Fulfillment of the American Dream.